# 跳板机
跳板机（Jump Server），也称堡垒机，是一类可作为跳板批量操作远程设备的网络设备，是系统管理员或运维人员常用的操作平台之一。

## 功能模块

### 帐号系统
为保持用户信息的一致性，一般从 LDAP 同步用户帐号信息。

### 自动化运维工具
跳板机最核心的功能是以本机作为跳板来操作远程设备，较为普遍地是通过 ssh 协议实现远程管理，使用单位一般会自己开发或选择性地使用以下自动化运维工具：
- puppet
- saltstack
- ansible
- rex